# Sainte-Austreberthe (Pas-de-Calais)
Sainte-Austreberthe korábbi község Franciaországban, Pas-de-Calais megyében. Lakosainak száma 362 fő (2022. január 1.). Sainte-Austreberthe Brévillers, Le Quesnoy-en-Artois és Saint-Georges községekkel határos.
2025. január 1-jén három másik korábbi községgel egyesült és az így létrejött Hesdin-la-Forêt új község része lett.

## Népesség
A település népessége az elmúlt években az alábbi módon változott:
| Lakosok száma | 422  | 411  | 415  | 401  | 394  | 389  | 380  | 371  | 362  |
|               | 2013 | 2015 | 2016 | 2017 | 2018 | 2019 | 2020 | 2021 | 2022 |